# (876) Scott
(876) Scott es un asteroide perteneciente al cinturón de asteroides descubierto el 20 de junio de 1917 por Johann Palisa desde el observatorio de Viena, Austria.
Está nombrado en honor de E. Scott, quien durante años ayudó al personal de la universidad de Viena.
Forma parte de la familia asteroidal de Eos.